# Pseudochromis punctatus
Pseudochromis punctatus är en fiskart som beskrevs av Kotthaus, 1970. Pseudochromis punctatus ingår i släktet Pseudochromis och familjen Pseudochromidae. Inga underarter finns listade i Catalogue of Life.